# District de Teplice
Le district de Teplice (en tchèque : okres Teplice) est un des sept districts de la région d'Ústí nad Labem, en Tchéquie. Son chef-lieu est la ville de Teplice.

## Liste des communes

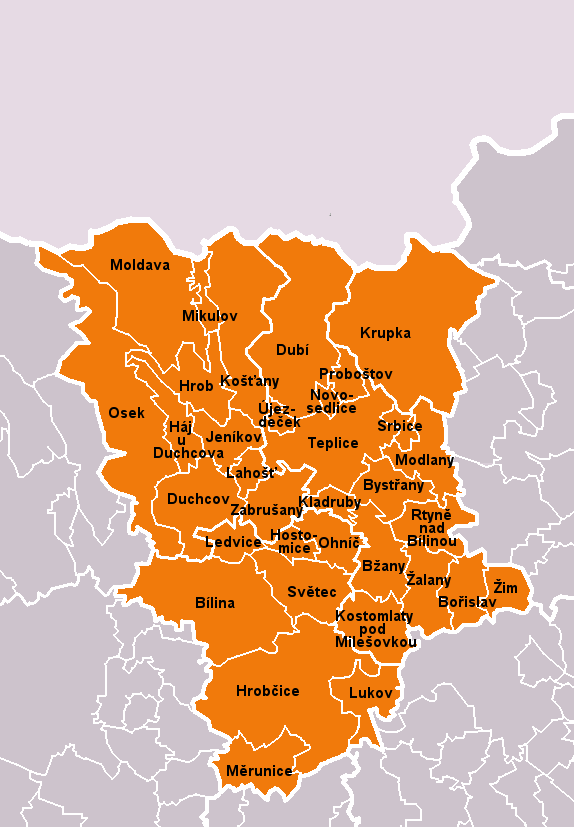
Municipalités du district de Teplice au 1er janvier 2010.

Le district compte 34 communes, dont 9 ont le statut de ville (město, en gras) et 1 celui de bourg (městys, en italique) :
Bílina •
Bořislav •
Bystřany •
Bžany •
Dubí •
Duchcov •
Háj u Duchcova •
Hostomice •
Hrob •
Hrobčice •
Jeníkov •
Kladruby •
Košťany •
Kostomlaty pod Milešovkou •
Krupka •
Lahošť •
Ledvice •
Lukov •
Měrunice •
Mikulov •
Modlany •
Moldava •
Novosedlice •
Ohníč •
Osek •
Proboštov •
Rtyně nad Bílinou •
Srbice •
Světec •
Teplice •
Újezdeček •
Zabrušany •
Žalany •
Žim

## Principales communes
Population des principales communes du district au 1er janvier 2023 et évolution depuis le 1er janvier 2022 :
| Teplice     | 50 843 | en augmentation |
| Bílina      | 14 633 | en augmentation |
| Krupka      | 12 710 | en augmentation |
| Duchcov     | 8 684  | en augmentation |
| Dubí        | 7 968  | en augmentation |
| Osek        | 4 603  | en augmentation |
| Košťany     | 3 255  | en augmentation |
| Proboštov   | 2 682  | en augmentation |
| Novosedlice | 2 148  | en augmentation |
| Hrob        | 2 010  | en diminution   |